# (6258) Rodin
(6258) Rodin es un asteroide perteneciente al cinturón de asteroides, región del sistema solar que se encuentra entre las órbitas de Marte y Júpiter, descubierto el 30 de septiembre de 1973 por Cornelis Johannes van Houten en conjunto a su esposa también astrónoma Ingrid van Houten-Groeneveld y el astrónomo Tom Gehrels desde el Observatorio del Monte Palomar, Estados Unidos.

## Designación y nombre
Designado provisionalmente como 3070 T-2. Fue nombrado Rodin en homenaje al escultor francés Auguste Rodin. En sus esculturas trató de expresar sentimientos internos personales con porte y gestos. Fue uno de los primeros escultores en abandonar el estilo clasicista de Bertel Thorvaldsen y Antonio Canova. Entre sus obras más famosas se encuentran 'Los burgueses de Calais', 'El beso' y 'El pensador'.

## Características orbitales
Rodin está situado a una distancia media del Sol de 2,260 ua, pudiendo alejarse hasta 2,445 ua y acercarse hasta 2,076 ua. Su excentricidad es 0,081 y la inclinación orbital 4,054 grados. Emplea 1241,75 días en completar una órbita alrededor del Sol.

## Características físicas
La magnitud absoluta de Rodin es 13,7. Tiene 4,003 km de diámetro y su albedo se estima en 0,4. 